# デネル・エアロスペース・システムズ

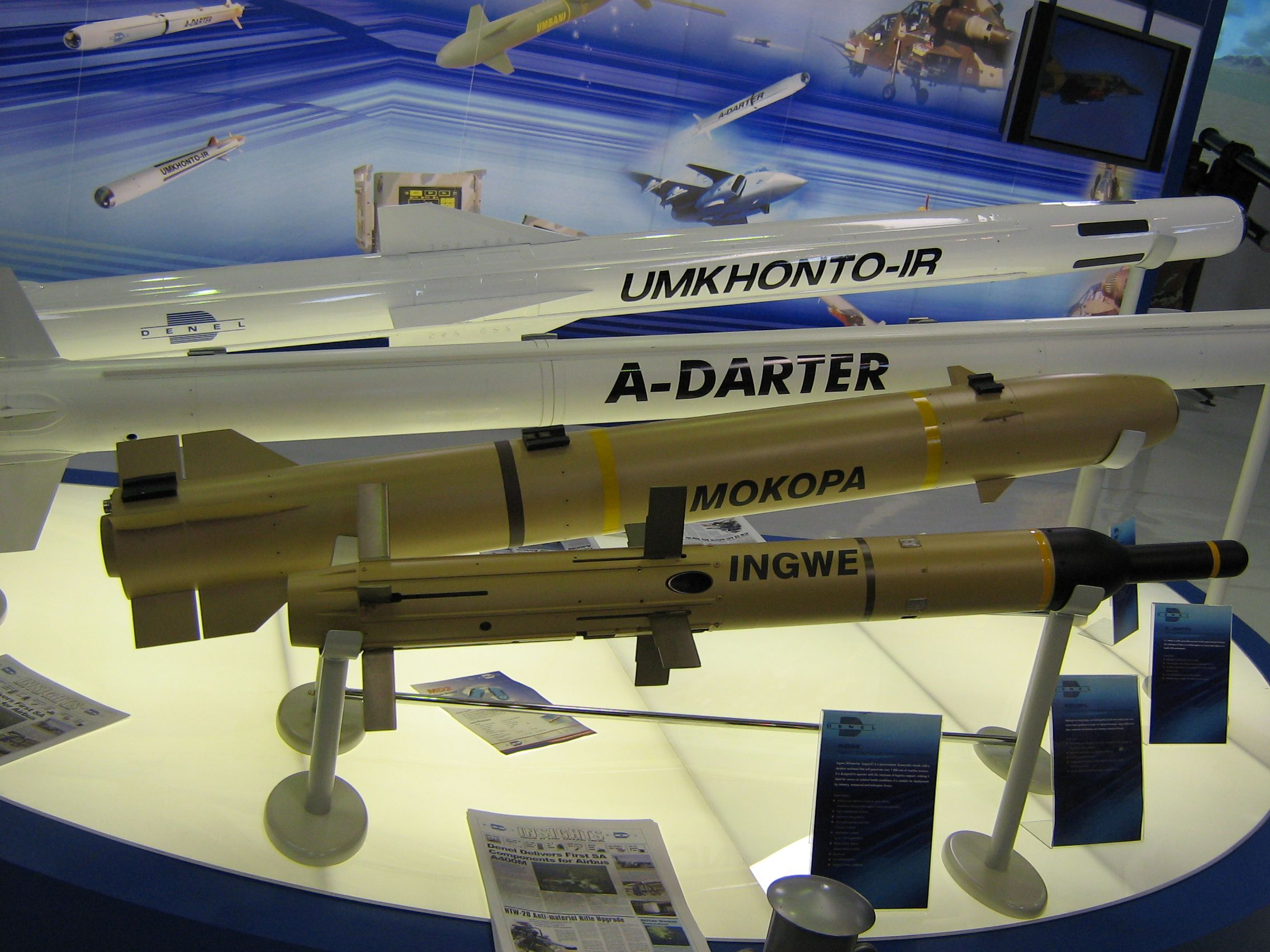
Aダーターミサイル

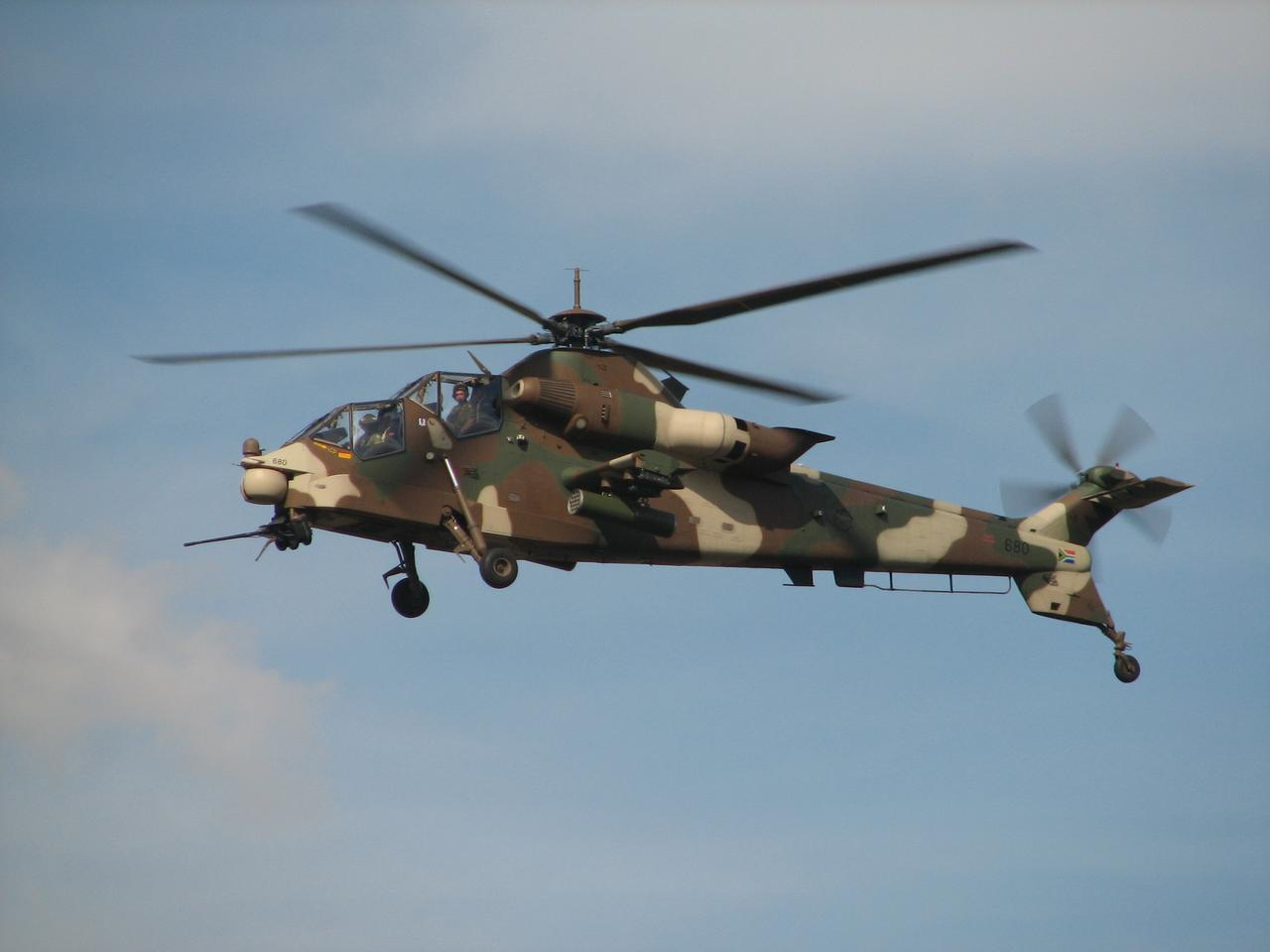
AH-2 ローイファルク

デネル・エアロスペース・システムズ（英語: Denel Aerospace Systems）は、南アフリカ共和国ハウテン州ツワネ都市圏（プレトリア）に本社を置く軍需産業を営む企業である。

## 概要
デネルは1992年4月に公営企業省傘下の国営工業会社として設立され、Armscorの生産研究施設の大半と15,000人以上の従業員を継承した。設立時、旧Armscorの子会社を5つの産業グループ内の部門と子会社に再編した。主に、南アフリカ軍向けの兵器を開発している。

## 製品
- 空対空ミサイル
  - Aダーター
  - Rダーター

- 地対空ミサイル
  - ウムコント

- 無人機（UAV）
  - シーカー（英語版）
  - バテリュアー（英語版）

- 攻撃ヘリコプター
  - AH-2 ローイファルク

- 榴弾砲
  - G5 155mm榴弾砲
  - G6 155mm自走榴弾砲